# Halvord Lydell
Halvord Lydell, ibland även Halvard Lydell, född den 26 november 1867 i Vänersborg i Västra Götalands län, död den 14 april 1919 i samma stad, var en svensk privatlärare och grundare av Vänersborgs Söners Gille.

## Biografi

### Tidiga år
Halvord Lydell var son till Gustaf Lydell och Maria (Maja) Halvardsdotter. Han var det andra barnet i en skara på sex syskon. Hans mor Maria hade även två barn från sitt första äktenskap. Familjen Lydell flyttade ofta runt, då fadern fick kortvariga arbeten. Då Halvord var 21 år gammal flyttade familjen till Vänersnäs där fadern fick arbete som förvaltare på Vänersnäs egendom.
1892 återvände Lydell, som då var 25 år gammal, till Vänersborg, medan föräldrarna fortsatte att resa omkring. Lydell bosatte sig på Edsgatan 22 i centrala Vänersborg och började att försörja sig som privatlärare. Då Lydell läst på Vänersborgs läroverk men inte fortsatt till studentexamen eller högre studier, kunde han inte ta tjänst i lärarkollegiet. En av de studenter som tog lektioner för Lydell var Birger Sjöbergs äldre bror Gösta Sjöberg.

### Senare år
Lydells sommarstuga som byggdes 1898, hade utsikt över Vänersborgsviken vid Vänern. 1902 donerade Lydell bostaden till Vänersborgs stad, och sedan dess drivs Café Skogshyddan i byggnaden. Utanför caféet finns en minnestavla som berättar om Skogshyddans och Lydells historia.
Lydell var även sekreterare för Vänersborgs Fabriks- och Hantverksförening, och föreslog den 17 december 1918, att i samband med Vänersborgs 300-årsjubileum 1920, kunde en länsomfattande utställning för hantverk och hemslöjd arrangeras. Lydell avled i april 1919 efter en tids sjukdom, och fick aldrig se utställningen förverkligas. Han är begravd på Strandkyrkogården i Vänersborg.
En staty i granit, skapad av Gustav Adolf Johansson, restes till Lydells ära vid Dalbobergen 1921. Den flyttades till Plantaget i Vänersborg 1987. Han är den enda personen, vid sidan av landshövding Eric Sparre, som förärats en byst i staden.